# Jaime Mañalich
Jaime José Mañalich Muxi (* 7. června 1956) je chilský lékař (nefrolog) a politik. Zastával post ministra zdravotnictví v obou pravicových vládách Sebastiána Piñery – poprvé po celé volební období (11. března 2010 – 11. března 2014), podruhé od 13. června 2019 do 13. června 2020.
V březnu 2020 v zemi vypukla pandemie covidu-19. Její dramatický průběh v Chile, kdy měla země jeden z nejvyšších denních nárůstů počtu nakažených na světě, je považován i za Mañalichovo selhání. Odvolán byl 13. června, kdy vyšlo najevo, že chilské ministerstvo zdravotnictví hlásilo Světové zdravotnické organizaci vyšší počty zemřelých na covid-19 než chilským médiím.